# Peñasco (Nuevo México)

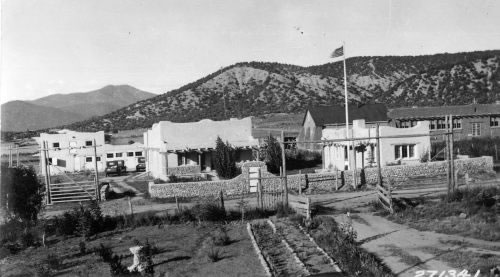
Complejo de la estación de los Ranger de Peñasco en el año 1932

Peñasco es un lugar designado por el censo ubicado en el condado de Taos en el estado estadounidense de Nuevo México. En el Censo de 2010 tenía una población de 589 habitantes y una densidad poblacional de 186,71 personas por km². Está ubicado en la escénica carretera alta de Taos.

## Geografía
Peñasco se encuentra ubicado en las coordenadas 36°10′13″N 105°41′27″O / 36.17028, -105.69083. Según la Oficina del Censo de los Estados Unidos, Peñasco tiene una superficie total de 3.15 km², de la cual 3.15 km² corresponden a tierra firme y (0%) 0 km² es agua.

## Demografía
Según el censo de 2010, había 589 personas residiendo en Peñasco. La densidad de población era de 186,71 hab./km². De los 589 habitantes, Peñasco estaba compuesto por el 60.95% blancos, el 0.34% eran afroamericanos, el 0.34% eran amerindios, el 0% eran asiáticos, el 0% eran isleños del Pacífico, el 31.07% eran de otras razas y el 7.3% pertenecían a dos o más razas. Del total de la población el 90.49% eran hispanos o latinos de cualquier raza.